# Камбонду де Маланже
Камбонду де Маланже (порт. Cambondo do Malanje) — професіональний ангольський футбольний клуб з міста Маланже, столиці однойменної провінції.

## Історія клубу
Клуб грав останнього разу в Гіраболі 1999 року, посівши в тому розіграші 12 місце. Клуб мав продовжити свої виступи в наступному сезоні (зайняв 12 місце в чемпіонаті), але через фінансові проблеми відмовився від подальшої участі.